# Dyskografia Kelly Clarkson
Artykuł przedstawia całkowitą dyskografię amerykańskiej wokalistki pop-rockowej Kelly Clarkson. Artystka w sumie wydała osiem albumów studyjnych, trzydzieści trzy single oraz trzydzieści teledysków.
W roku 2002, po zwycięstwie w programie American Idol Clarkson podpisała kontrakt płytowy z wytwórnią RCA Records pozwalający jej nagrać dwa albumy; sama umowa warta była milion dolarów. W tym samym czasie wydała swój debiutancki singel „A Moment Like This”, który zadebiutował na pierwszym miejscu amerykańskiego notowania Billboard Hot 100 sprzedając się w nakładzie 260 000 egzemplarzy w pierwszym tygodniu i ostatecznie zdobywając certyfikat złotej płyty. Rok później ukazał się debiutancki album wokalistki Thankful, który zadebiutował na szczycie notowania Billboard 200. Krążek został odznaczony certyfikatem podwójnej platynowej płyty w Stanach Zjednoczonych oraz platynowej płyty w Kanadzie. Singel promujący album „Miss Independent” dotarł do pierwszej dziesiątki oficjalnych notowań w Stanach Zjednoczonych, Wielkiej Brytanii, Australii i Holandii. W roku 2004 na światowych rynkach muzycznych ukazało się drugie wydawnictwo nagrane przez artystkę zatytułowane Breakaway. Album ten jest do tej pory najlepiej sprzedającym się krążkiem wydanym przez piosenkarkę. W sumie krążek sprzedał się w ponad czternastu milionach kopii na całym świecie, zaś w rodzimym kraju piosenkarki w ponad sześciu milionach kopii zyskując certyfikat sześciokrotnej platyny. Album przyniósł piosenkarce nagrodę Grammy w kategorii Najlepszy popowy album. Wszystkie single promujące album „Breakaway”, „Since U Been Gone”, „Behind These Hazel Eyes” i „Because of You” znalazły się w Top 15 amerykańskiego notowania Billboard Hot 100 i odniosły międzynarodowy sukces.
W roku 2005 Clarkson przedłużyła kontrakt z wytwórnią RCA Records, by mieć możliwość na nagranie sześciu kolejnych wydawnictw muzycznych. Trzeci album studyjny, My December został wydany w 2007 roku. Przy okazji pracy nad płytą artystka popadła w wewnętrzny konflikt z władzami wytwórni płytowej, jednak został on zażegnany jeszcze tego samego roku. Samo wydawnictwo nie zdołało powtórzyć komercyjnego sukcesu poprzednika. Jedynie singel promujący album „Never Again” dotarł do ósmego miejsca notowania Billboard Hot 100. Dwa lata później wydany został krążek All I Ever Wanted. Album zadebiutował na pierwszym miejscu notowania Billboard 200 sprzedając się w nakładzie 255,000 egzemplarzy w pierwszym tygodniu premiery. Singel promujący płytę „My Life Would Suck Without You” również dotarł do pierwszego miejsca listy Billboard Hot 100 sprzedając się w nakładzie 280 tys. kopii i zapisał się w historii notowania Billboard jako singel o największym awansie na tej liście. Kolejne single z albumu „I Do Not Hook Up” oraz „Already Gone” znalazły się w Top 20 listy Billboardu.
W październiku 2011 roku na rynkach muzycznych ukazał się album Stronger, który przyniósł wokalistce kolejną nagrodę Grammy za Najlepszy popowy album. W Stanach Zjednoczonych, Australii i Kanadzie album pokrył się platynową płytą. Pierwszy singel promujący płytę „Mr. Know It All” oraz kolejny „Stronger (What Doesn’t Kill You)” stały się międzynarodowymi przebojami. Singel „Stronger (What Doesn’t Kill You)” dotarł do pierwszego miejsca listy Billboard Hot 100 i odniósł największy sukces komercyjny w jej karierze sprzedając się w ilości pięciu milionów egzemplarzy. W 2012 roku Clarkson wydała swoją pierwszą kompilację zawierającą największe przeboje, Greatest Hits – Chapter One. Kompilacja zawierała także trzy premierowe nagrania „Catch My Breath”, „Don’t Rush” i „People Like Us”. Wszystkie trzy zostały wydane jako single.
25 października 2013 roku piosenkarka wydała swoją pierwszą świąteczną płytę Wrapped in Red. Album promowany był singlem „Underneath the Tree”. Płyta szybko zdobyła status platynowej płyty w Stanach Zjednoczonych i była najlepiej sprzedającym się świątecznym krążkiem w tym kraju w roku 2013. Rok później Clarkson wydała kolejny singel z albumu „Wrapped in Red”. 3 marca 2015 roku Clarkson wydała siódmy album studyjny Piece by Piece, który zadebiutował na pierwszym miejscu listy Billboard 200 stając się trzecim albumem artystki (obok Thankful i All I Ever Wanted), który dotarł do szczytu tego notowania. Album promowany był singlem „Heartbeat Song”, który został odznaczony platynową płytą w Stanach Zjednoczonych. Sam album pokrył się złotem.
W czerwcu 2016 roku Clarkson zmieniła wytwórnię płytową na Atlantic Records. 27 października piosenkarka wydała ósmy album studyjny Meaning of Life. Płyta zadebiutowała na 2. miejscu notowania Billboard 200, sprzedając się w nakładzie 68,000 egzemplarzy w pierwszym tygodniu sprzedaży. Clarkson w przeciągu swojej kariery muzycznej sprzedała 25 milionów kopii swoich albumów na całym świecie oraz 36 milionów kopii swoich singli, co sprawia, iż jest ona najlepiej sprzedającym się uczestnikiem programu American Idol.

## Albumy

### Albumy studyjne
| Tytuł                                               | Informacje                                                                                                | Najwyższe pozycje na listach | Najwyższe pozycje na listach | Najwyższe pozycje na listach | Najwyższe pozycje na listach | Najwyższe pozycje na listach | Najwyższe pozycje na listach | Najwyższe pozycje na listach | Najwyższe pozycje na listach | Najwyższe pozycje na listach | Najwyższe pozycje na listach | Statusy |
| Tytuł                                               | Informacje                                                                                                | US                           | AUS                          | AUT                          | CAN                          | GER                          | IRL                          | NLD                          | NZL                          | SWI                          | UK                           | Statusy |
| --------------------------------------------------- | --- | ---------------------------- | ---------------------------- | ---------------------------- | ---------------------------- | ---------------------------- | ---------------------------- | ---------------------------- | ---------------------------- | ---------------------------- | ---------------------------- | --- |
| Thankful                                            | - Wydany: 15 kwietnia 2003 - Wytwórnia: RCA Records - Format: CD, digital download, kaseta magnetofonowa  | 1                            | 33                           | –                            | 5                            | –                            | 46                           | 83                           | –                            | –                            | 41                           | - US: 2× platyna - UK: Złoto - AUS: Złoto - CAN: Platyna |
| Breakaway                                           | - Wydany: 30 listopada 2004 - Wytwórnia: RCA Records - Format: CD, digital download, kaseta magnetofonowa | 3                            | 2                            | 3                            | 6                            | 4                            | 1                            | 1                            | 5                            | 2                            | 3                            | - US: 6× platyna - AUS: 7× platyna - AUT: Złoto - CAN: 5× platyna - GER: 3× złoto - IRL: 7× platyna - NLD: Platyna - SWI: Platyna - UK: 5× platyna - EUR: 2x platyna |
| My December                                         | - Wydany: 22 czerwca 2007 - Wytwórnia: RCA Records - Format: CD, digital download                         | 2                            | 4                            | 8                            | 2                            | 5                            | 2                            | 7                            | 8                            | 5                            | 2                            | - US: Platyna - UK: Złoto - AUS: Złoto - CAN: Platyna |
| All I Ever Wanted                                   | - Wydany: 10 marca 2009 - Wytwórnia: RCA Records - Format: CD, digital download                           | 1                            | 2                            | 4                            | 2                            | 4                            | 4                            | 6                            | 6                            | 7                            | 3                            | - AUS: Platyna - CAN: Platyna - UK: Złoto |
| Stronger                                            | - Wydany: 24 października 2011 - Wytwórnia: RCA Records - Format: CD, digital download                    | 2                            | 3                            | 20                           | 4                            | 14                           | 8                            | 16                           | 6                            | 12                           | 5                            | - US: Platyna - AUS: Platyna - CAN: Platyna - NZL: Złoto - UK: Złoto                                                                                                 |
| Wrapped in Red                                      | - Wydany: 25 października 2013 - Wytwórnia: RCA Records - Format: CD, LP, digital download                | 3                            | 33                           | –                            | 5                            | –                            | 64                           | –                            | –                            | 97                           | 65                           | - US: Platyna - CAN: Platyna |
| Piece by Piece                                      | - Wydany: 27 lutego 2015 - Wytwórnia: RCA Records - Format: CD, Box set, digital download                 | 1                            | 5                            | 27                           | 4                            | 30                           | 8                            | 18                           | 12                           | 29                           | 6                            | - US: Złoto - UK: Srebro |
| Meaning of Life                                     | - Wydany: 27 października 2017 - Wytwórnia: Atlantic - Format: CD, digital download                       | 2                            | 6                            | 27                           | 4                            | 32                           | 18                           | 35                           | 21                           | 19                           | 11                           | - US: Złoto |
| When Christmas Comes Around...                      | - Wydany: 15 października 2021 - Wytwórnia: RCA Records - Format: CD, digital download, streaming         | 63                           | –                            | –                            | –                            | –                            | –                            | –                            | –                            | –                            | –                            | |
| „–” album nie był notowany, bądź nie został wydany. | |                              |                              |                              |                              |                              |                              |                              |                              |                              |                              | |

### Kompilacje
| Tytuł                                               | Informacje                                                                          | Najwyższe pozycje na listach | Najwyższe pozycje na listach | Najwyższe pozycje na listach | Najwyższe pozycje na listach | Najwyższe pozycje na listach | Najwyższe pozycje na listach | Najwyższe pozycje na listach | Najwyższe pozycje na listach | Najwyższe pozycje na listach | Najwyższe pozycje na listach | Statusy                              |
| Tytuł                                               | Informacje                                                                          | US                           | AUS                          | AUT                          | CAN                          | GER                          | IRL                          | NLD                          | NZL                          | SWI                          | UK                           | Statusy                              |
| --------------------------------------------------- | ----------------------------------------------------------------------------------- | ---------------------------- | ---------------------------- | ---------------------------- | ---------------------------- | ---------------------------- | ---------------------------- | ---------------------------- | ---------------------------- | ---------------------------- | ---------------------------- | ------------------------------------ |
| Greatest Hits – Chapter One                         | - Wydany: 16 listopada 2012 - Wytwórnia: RCA Records - Format: CD, digital download | 11                           | 20                           | –                            | 15                           | –                            | 21                           | –                            | 15                           | 92                           | 18                           | - US: Złoto - AUS: Złoto - UK: Złoto |
| „–” album nie był notowany, bądź nie został wydany. |                                                                                     |                              |                              |                              |                              |                              |                              |                              |                              |                              |                              |                                      |

### Minialbumy
| The Smoakstack Sessions                             | - Wydany: 24 października 2011 - Wytwórnia: RCA Records, 19 - Format: CD                | –  |
| iTunes Session                                      | - Wydany: 23 grudnia 2011 - Wytwórnia: RCA Records, 19 - Format: Digital download       | 85 |
| The Smoakstack Sessions Vol. 2                      | - Wydany: 19 listopada 2012 - Wytwórnia: RCA Records, 19 - Format: CD, digital download | –  |
| Kellyoke                                            | - Wydany: 9 czerwca 2022 - Wytwórnia: Atlantic - Format: digital download               | –  |
| „–” album nie był notowany, bądź nie został wydany. |                                                                                         |    |

### Remix album
| Piece by Piece Remixed                              | - Wydany: 4 marca 2016 - Wytwórnia: RCA Records, 19 - Format: digital download | 1 |
| „–” album nie był notowany, bądź nie został wydany. |                                                                                |   |

## Single
| Tytuł                                                          | Rok  | Najwyższe pozycje na listach | Najwyższe pozycje na listach | Najwyższe pozycje na listach | Najwyższe pozycje na listach | Najwyższe pozycje na listach | Najwyższe pozycje na listach | Najwyższe pozycje na listach | Najwyższe pozycje na listach | Najwyższe pozycje na listach | Najwyższe pozycje na listach | Certyfikaty | Album                          |
| Tytuł                                                          | Rok  | US                           | AUS                          | AUT                          | CAN                          | GER                          | IRL                          | NLD                          | NZL                          | SWI                          | UK                           | Certyfikaty | Album                          |
| -------------------------------------------------------------- | ---- | ---------------------------- | ---------------------------- | ---------------------------- | ---------------------------- | ---------------------------- | ---------------------------- | ---------------------------- | ---------------------------- | ---------------------------- | ---------------------------- | --- | ------------------------------ |
| „A Moment Like This”                                           | 2002 | 1                            | –                            | –                            | 1                            | –                            | –                            | –                            | –                            | –                            | –                            | - US: Platynowa płyta - CAN: 2× platynowa płyta                                                                       | Thankful                       |
| „Before Your Love”                                             | 2002 | 1                            | –                            | –                            | 1                            | –                            | –                            | –                            | –                            | –                            | –                            | - US: Platynowa płyta - CAN: 2× platynowa płyta                                                                       | Thankful                       |
| „Miss Independent”                                             | 2003 | 9                            | 3                            | 39                           | 6                            | 52                           | 11                           | 27                           | –                            | 44                           | 6                            | - US: Złota płyta - AUS: Złota płyta                                                                                  | Thankful                       |
| „Low”                                                          | 2003 | 58                           | 11                           | –                            | 2                            | –                            | –                            | –                            | –                            | –                            | 35                           | - AUS: Złota płyta | Thankful                       |
| „The Trouble with Love Is”                                     | 2003 | –                            | 11                           | –                            | 25                           | 42                           | 26                           | 32                           | –                            | 62                           | 35                           | - AUS: Złota płyta | Thankful                       |
| „Breakaway”                                                    | 2004 | 6                            | 10                           | 8                            | 3                            | 13                           | 12                           | 30                           | 12                           | 14                           | 22                           | - US: Złota płyta - AUS: Złota płyta - CAN: Złota płyta - UK: Srebrna płyta                                           | Breakaway                      |
| „Since U Been Gone”                                            | 2004 | 2                            | 3                            | 3                            | 1                            | 6                            | 4                            | 10                           | 11                           | 7                            | 5                            | - US: Platynowa płyta - UK: Platynowa płyta - AUS: Platynowa płyta - CAN: Platynowa płyta                             | Breakaway                      |
| „Behind These Hazel Eyes”                                      | 2005 | 6                            | 6                            | 9                            | 4                            | 16                           | 4                            | 15                           | 7                            | 20                           | 9                            | - US: Platynowa płyta - CAN: Platynowa płyta - UK: Srebrna płyta                                                      | Breakaway                      |
| „Because of You”                                               | 2005 | 7                            | 4                            | 3                            | 2                            | 4                            | 5                            | 1                            | 19                           | 1                            | 7                            | - US: Platynowa płyta - UK: Złota płyta - AUS: Złota płyta - CAN: Złota płyta - GER: Złota płyta                      | Breakaway                      |
| „Walk Away”                                                    | 2006 | 12                           | 27                           | 29                           | 4                            | 30                           | 10                           | –                            | 19                           | 58                           | 21                           | - US: Złota płyta - CAN: Złota płyta                                                                                  | Breakaway                      |
| „Never Again”                                                  | 2007 | 8                            | 5                            | 36                           | 8                            | 19                           | 11                           | 38                           | 20                           | 27                           | 9                            | - US: Złota płyta - AUS: Złota płyta - CAN: Złota płyta                                                               | My December                    |
| „Sober”                                                        | 2007 | –                            | –                            | –                            | –                            | –                            | –                            | –                            | –                            | –                            | –                            | | My December                    |
| „One Minute”                                                   | 2007 | –                            | 36                           | –                            | –                            | –                            | –                            | –                            | –                            | –                            | –                            | | My December                    |
| „Don’t Waste Your Time”                                        | 2007 | –                            | –                            | –                            | –                            | 93                           | –                            | –                            | –                            | –                            | –                            | | My December                    |
| „My Life Would Suck Without You”                               | 2009 | 1                            | 5                            | 6                            | 1                            | 6                            | 4                            | 5                            | 11                           | 5                            | 1                            | - AUS: Platynowa płyta - CAN: 2× platynowa płyta - NZ: Złota płyta - UK: Złota płyta                                  | All I Ever Wanted              |
| „I Do Not Hook Up”                                             | 2009 | 20                           | 9                            | 68                           | 13                           | 55                           | 30                           | 97                           | 31                           | –                            | 36                           | - AUS: Złota płyta - CAN: Złota płyta                                                                                 | All I Ever Wanted              |
| „Already Gone”                                                 | 2009 | 13                           | 12                           | 37                           | 15                           | 23                           | –                            | 78                           | 23                           | 15                           | 66                           | - AUS: Złota płyta - CAN: Złota płyta                                                                                 | All I Ever Wanted              |
| „All I Ever Wanted”                                            | 2010 | 96                           | –                            | –                            | –                            | –                            | –                            | –                            | –                            | –                            | –                            | – | All I Ever Wanted              |
| „Cry”                                                          | 2010 | –                            | –                            | –                            | –                            | –                            | –                            | –                            | –                            | –                            | –                            | – | All I Ever Wanted              |
| „Mr. Know It All”                                              | 2011 | 10                           | 1                            | 26                           | 11                           | 18                           | 14                           | 90                           | 8                            | 24                           | 4                            | - AUS: 3× platynowa płyta - CAN: Platynowa płyta - UK: Srebrna płyta - NZ: Platynowa płyta                            | Stronger                       |
| „Stronger (What Doesn’t Kill You)”                             | 2012 | 1                            | 18                           | 6                            | 3                            | 27                           | 4                            | 59                           | 4                            | 18                           | 8                            | - US: 4× platynowa płyta - UK: Platynowa płyta - AUS: 3× platynowa płyta - CAN: Platynowa płyta - NZ: Platynowa płyta | Stronger                       |
| „Dark Side”                                                    | 2012 | 42                           | –                            | –                            | 26                           | 82                           | 42                           | –                            | –                            | –                            | 40                           | | Stronger                       |
| „Catch My Breath”                                              | 2012 | 19                           | 40                           | 67                           | 22                           | 89                           | –                            | –                            | –                            | –                            | 51                           | | Greatest Hits – Chapter One    |
| „Don’t Rush” (z gościnnym udziałem Vinca Gilla)                | 2012 | 89                           | –                            | –                            | 53                           | –                            | –                            | –                            | –                            | –                            | –                            | | Greatest Hits – Chapter One    |
| „People Like Us”                                               | 2013 | 65                           | 46                           | –                            | 28                           | –                            | –                            | –                            | 25                           | –                            | –                            | | Greatest Hits – Chapter One    |
| „Tie It Up”                                                    | 2013 | –                            | –                            | –                            | 79                           | –                            | –                            | –                            | –                            | –                            | –                            | |                                |
| „Underneath the Tree”                                          | 2013 | 12                           | 34                           | 9                            | 9                            | 13                           | 15                           | 25                           | –                            | 11                           | 15                           | - AUS: Złota płyta - UK: Platynowa płyta                                                                              | Wrapped in Red                 |
| „Wrapped in Red”                                               | 2014 | –                            | –                            | –                            | –                            | –                            | –                            | –                            | –                            | –                            | –                            | | Wrapped in Red                 |
| „Heartbeat Song”                                               | 2015 | 21                           | 29                           | 8                            | 23                           | 16                           | 23                           | 71                           | 21                           | 24                           | 7                            | - US: Platynowa płyta - AUS: Złota płyta - UK: Złota płyta                                                            | Piece by Piece                 |
| „Invincible”                                                   | 2015 | –                            | –                            | –                            | –                            | –                            | –                            | –                            | –                            | –                            | 123                          | | Piece by Piece                 |
| „Piece by Piece”                                               | 2015 | 8                            | 24                           | –                            | 17                           | –                            | –                            | –                            | –                            | –                            | 27                           | - UK: Srebrna płyta                                                                                                   | Piece by Piece                 |
| „Love So Soft”                                                 | 2017 | 47                           | 88                           | –                            | 73                           | –                            | –                            | –                            | –                            | –                            | 81                           | - US: Platynowa płyta - CAN: Złota płyta                                                                              | Meaning of Life                |
| „I Don’t Think About You”                                      | 2018 | –                            | –                            | –                            | –                            | –                            | –                            | –                            | –                            | –                            | –                            | | Meaning of Life                |
| „Heat”                                                         | 2018 | –                            | –                            | –                            | –                            | –                            | –                            | –                            | –                            | –                            | –                            | | Meaning of Life                |
| „Broken & Beautiful”                                           | 2019 | –                            | –                            | –                            | –                            | –                            | –                            | –                            | –                            | –                            | –                            | - US: Złota płyta | Ugly Dolls Soundtrack          |
| „I Dare You”                                                   | 2020 | 86                           | –                            | –                            | 89                           | –                            | –                            | –                            | –                            | –                            | –                            | |                                |
| „Christmas Isn't Canceled (Just You)”                          | 2021 | –                            | –                            | –                            | –                            | –                            | –                            | –                            | –                            | –                            | –                            | | When Christmas Comes Around... |
| „Santa Can't You Hear Me” (z gościnnym udziałem Ariany Grande) | 2021 | –                            | –                            | –                            | –                            | –                            | –                            | –                            | –                            | –                            | –                            | | When Christmas Comes Around... |
| „–” singel nie był notowany, bądź nie został wydany.           |      |                              |                              |                              |                              |                              |                              |                              |                              |                              |                              | |                                |

### Single z gościnnym udziałem
| Tytuł                                                         | Rok  | Pozycje na listach | Pozycje na listach | Pozycje na listach | Pozycje na listach | Certyfikat               | Album                              |
| Tytuł                                                         | Rok  | US                 | US Country         | CAN                | UK                 | Certyfikat               | Album                              |
| ------------------------------------------------------------- | ---- | ------------------ | ------------------ | ------------------ | ------------------ | ------------------------ | ---------------------------------- |
| „Because of You” (feat. Reba McEntire)                        | 2007 | 50                 | 2                  | 36                 | –                  |                          | Reba: Duets                        |
| „Don’t You Wanna Stay” (feat. Jason Aldean)                   | 2010 | 31                 | 1                  | 35                 | –                  | - US: 2× platynowa płyta | My Kinda Party                     |
| „PrizeFighter” (feat. Trisha Yearwood)                        | 2014 | –                  | –                  | –                  | –                  |                          | PrizeFighter: Hit After Hit        |
| „Second Hand Heart” (feat. Ben Haenow)                        | 2015 | –                  | –                  | –                  | 21                 | - UK: Złota płyta        | Ben Heanow                         |
| „This Is For My Girls” (dla Artists for Let Girls Learn)      | 2017 | –                  | –                  | –                  | –                  |                          |                                    |
| „Softly and Tenderly” (feat. Reba McEntire i Trisha Yearwood) | 2017 | –                  | –                  | –                  | –                  |                          | Sing It Now: Songs of Faith & Hope |
| „–” singel nie był notowany, bądź nie został wydany.          |      |                    |                    |                    |                    |                          |                                    |

### Single promocyjne
| Tytuł                                                | Rok  | Pozycje na listach | Album                            |
| Tytuł                                                | Rok  | US                 | Album                            |
| ---------------------------------------------------- | ---- | ------------------ | -------------------------------- |
| „Up to the Mountain” (feat. Jeff Beck)               | 2007 | 56                 | Idol Gives Back                  |
| „I’ll Be Home for Christmas”                         | 2011 | 93                 | iTunes Session                   |
| „Get Up (A Cowboys Anthem)”                          | 2012 | –                  | –                                |
| „White Christmas”                                    | 2013 | –                  | Wrapped in Red                   |
| „Silent Night”                                       | 2013 | –                  | Wrapped in Red                   |
| „River Rose’s Magical Lullaby”                       | 2016 | –                  |                                  |
| „It's a Quiet Uptown”                                | 2016 | –                  | The Hamilton Mixtape             |
| „Move You”                                           | 2017 | –                  | Meaning of Life                  |
| „Meaning of Life”                                    | 2017 | –                  | Meaning of Life                  |
| „Christmas Eve”                                      | 2017 | –                  | –                                |
| „I've Loved You Since Forever”                       | 2018 | –                  | -                                |
| „Never Enough”                                       | 2018 | –                  | The Greatest Showman: Reimagined |
| „–” singel nie był notowany, bądź nie został wydany. |      |                    |                                  |

## Gościnny wokal na albumach
| Piosenka                                  | Rok  | Z artystą       | Album                                 |
| ----------------------------------------- | ---- | --------------- | ------------------------------------- |
| „(You Make Me Feel Like) A Natural Woman” | 2002 | –               | American Idol: Greatest Moments       |
| „Oh, Holy Night”                          | 2003 | –               | American Idol: Great Holiday Classics |
| „My Grown Up Christmas”                   | 2003 | –               | American Idol: Great Holiday Classics |
| „Timeless”                                | 2003 | Justin Guarini  | Justin Guarini                        |
| „Respect”                                 | 2004 | –               | Ella Enchanted soundtrack             |
| „Trying to Help You Out”                  | 2010 | Ashley Arrison  | Hearts on Parade                      |
| „There’s a New Kid in Town”               | 2012 | Blake Shelton   | Cheers, It’s Christmas                |
| „Foolish Games”                           | 2013 | Jewel           | Greatest Hits                         |
| „Little Green Apples”                     | 2013 | Robbie Williams | Swings Both Ways                      |
| „In The Basement”                         | 2014 | Martina McBride | Everlasting                           |
| „Pray For Peace”                          | 2014 | Reba McEntire   | Love Somebody                         |
| „All I Ask of You”                        | 2015 | Josh Groban     | Stages                                |

## Wideografia

### DVD
| Tytuł             | Informacje o albumie                                              | Certyfikat |
| ----------------- | ----------------------------------------------------------------- | ---------- |
| Miss Independent  | - Wydany: 18 listopada 2003 - Wytwórnia: RCA/19 - Format: DVD     | US: Złoto  |
| Behind Hazel Eyes | - Wydany: 29 marca 2005 - Wytwórnia: StudioWorks/19 - Format: DVD | –          |

### Teledyski
| Tytuł                                       | Rok  | Reżyser              |
| ------------------------------------------- | ---- | -------------------- |
| „A Moment Like This”                        | 2002 | Antti Jokinen        |
| „Before Your Love”                          | 2002 | Antti Jokinen        |
| „Miss Independent”                          | 2003 | Liz Friedlander      |
| „Low”                                       | 2003 | Antti Jokinen        |
| „The Trouble with Love Is”                  | 2003 | Bryan Barber         |
| „Breakaway”                                 | 2004 | Dave Meyers          |
| „Since U Been Gone”                         | 2004 | Alex DeRakoff        |
| „Behind These Hazel Eyes”                   | 2005 | Joseph Kahn          |
| „Because of You”                            | 2005 | Vadim Perelman       |
| „Walk Away”                                 | 2006 | Joseph Kahn          |
| „Go”                                        | 2006 | Christian Lamb       |
| „Never Again”                               | 2007 | Joseph Kahn          |
| „Because of You” (z Rebą McEntire)          | 2007 | Roman White          |
| „One Minute”                                | 2007 |                      |
| „Don’t Waste Your Time”                     | 2007 | Roman White          |
| „My Life Would Suck Without You”            | 2009 | Wayne Isham          |
| „I Do Not Hook Up”                          | 2009 | Bryan Barber         |
| „Already Gone”                              | 2009 | Joseph Kahn          |
| „Don’t You Wanna Stay” (z Jasonem Aldeanem) | 2010 | Paul Miller          |
| „Mr. Know It All”                           | 2011 | Justin Francis       |
| „Stronger (What Doesn’t Kill You)”          | 2011 | Shane Drake          |
| „Dark Side”                                 | 2012 | Shane Drake          |
| „Catch My Breath”                           | 2012 | Nadia Marquard Otzen |
| „Don’t Rush” (z Vince’em Gillem)            | 2012 | Paul Miller          |
| „People Like Us”                            | 2013 | Chris Marrs Piliero  |
| „Tie It Up”                                 | 2013 | Weiss Eubanks        |
| „Underneath the Tree”                       | 2013 | Hamish Hamilton      |
| „Silent Night”                              | 2013 | Hamish Hamilton      |
| „Wrapped in Red”                            | 2014 | Weiss Eubanks        |
| „Heartbeat Song”                            | 2015 | Marc Klasfeld        |
| „Invincible”                                | 2015 | Alon Isocianu        |
| „Second Hand Heart” (z Benem Heanowem)      | 2015 | James Lees           |
| „Piece by Piece”                            | 2015 | Alon Isocianu        |